# Robledo del Mazo (ort)
Robledo del Mazo är en ort i Spanien.   Den ligger i provinsen Toledo och regionen Kastilien-La Mancha, i den centrala delen av landet, 140 km sydväst om huvudstaden Madrid. Robledo del Mazo ligger 731 meter över havet och antalet invånare är 451.
Terrängen runt Robledo del Mazo är kuperad. Runt Robledo del Mazo är det mycket glesbefolkat, med 3 invånare per kvadratkilometer. Närmaste större samhälle är Belvis de la Jara, 16,8 km norr om Robledo del Mazo. 